# 笛卡尔环形山

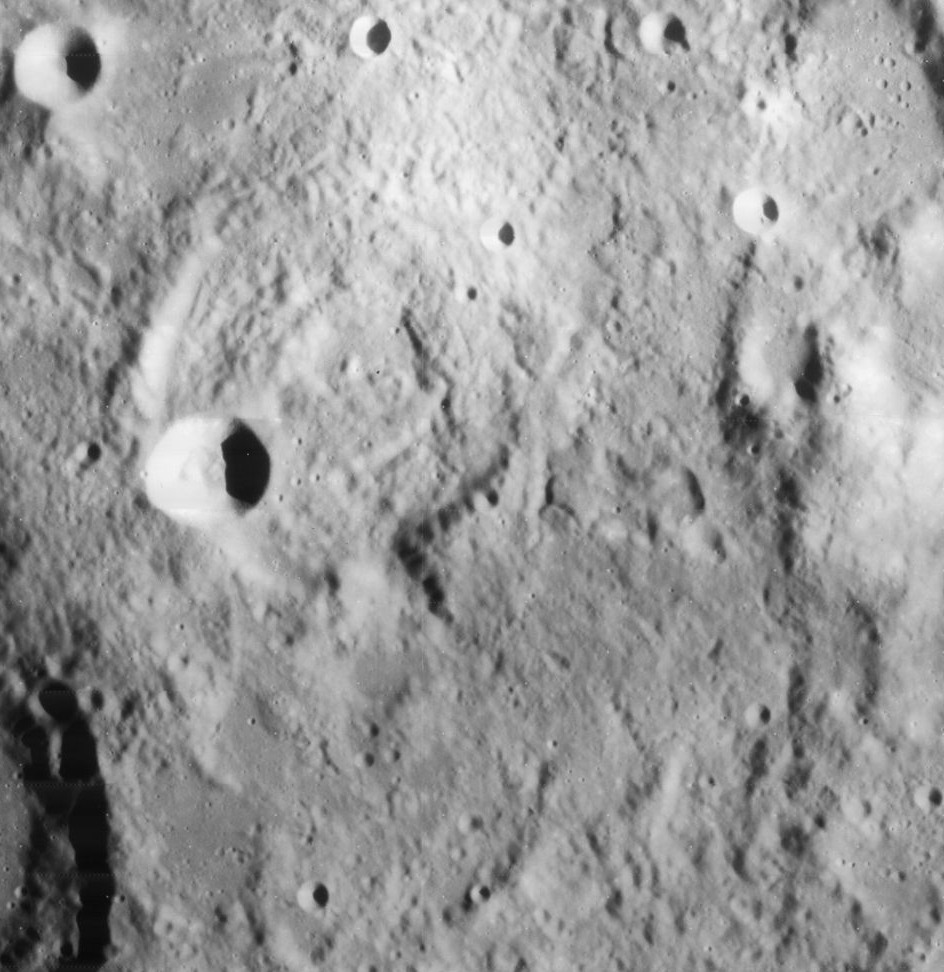
月球轨道器4号拍摄的照片，左上为笛卡儿陨石坑，东北方明亮部分为磁异常区。

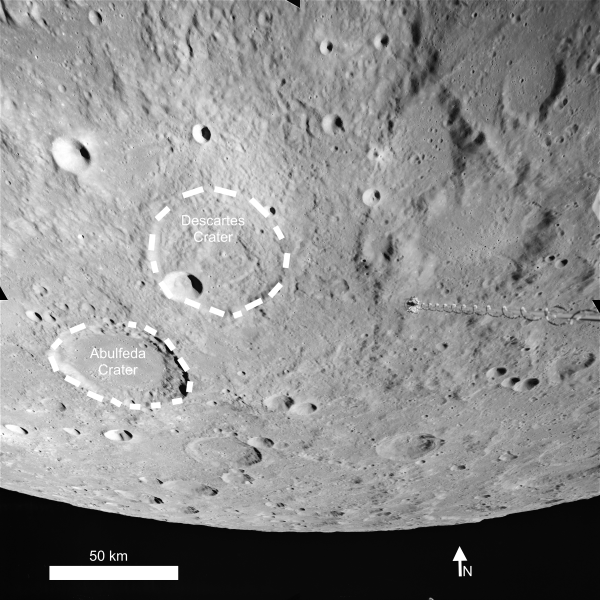
阿布·菲达环形山和笛卡儿陨石坑
美国宇航局图片

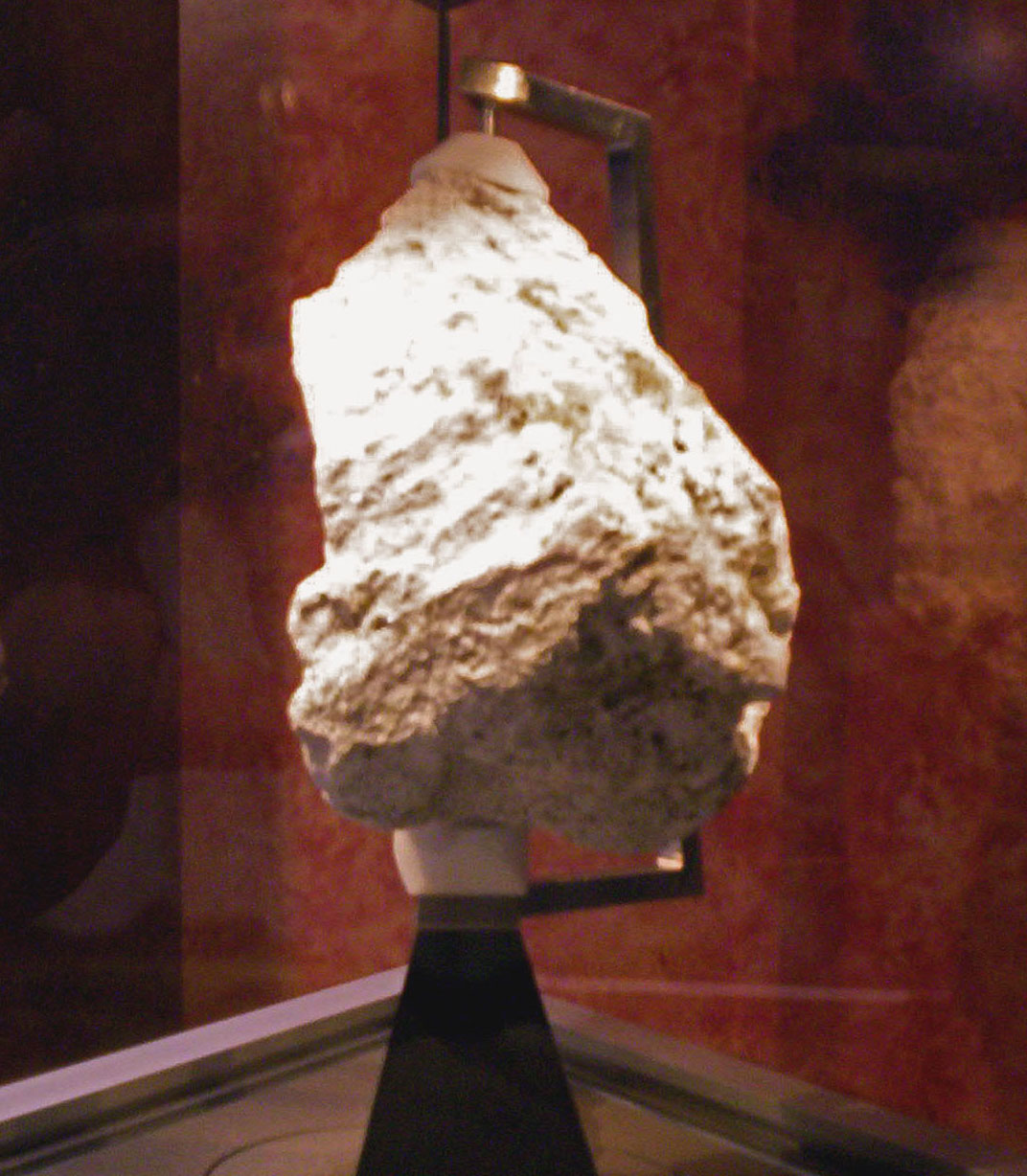
月球铁斜长岩(铁方解石)，编号60025 (斜长石)。由阿波罗16号的宇航员在笛卡尔环形山附近的月表高地找到。该样本目前陈列在位于华盛顿哥伦比亚特区的国家历史博物馆。

笛卡儿陨石坑（Descartes）是位于月球正面中南高地上的一座古老大撞击坑，约形成于39.2-38.5亿年前的酒海纪，其名称取自法国哲学家、数学家暨物理学家勒内·笛卡尔（1596年-1650年），1935年被国际天文学联合会批准接受。

## 描述
与该陨坑最邻近的月表地貌特征有：西北偏西及西北的安德尔陨石坑和多伦德陨石坑、东北和东北偏东则是策尔纳陨石坑和康德陨石坑；伊本·鲁世德陨石坑位于它的东侧，东南和西南分别坐落了塔西陀陨石坑和更大的阿布·菲达环形山，往东则分布着幽暗的酒海及位于它边缘上的狂暴湾。该陨坑中心月面坐标为11°44′S 15°40′E / 11.74°S 15.67°E，直径47.73公里，深约0.85公里。
由于存续时间悠久，笛卡儿陨石坑已经历重大侵蚀，几乎被完全损毁。其坑壁残缺不全，其中北部段已完全消失、西南段横跨了醒目的碗状卫星坑“笛卡儿 A”。笛卡儿陨石坑的残壁最大高出周边高地1110米，坑内容积1800公里³。坑底表面崎岖不平，分布有数道弯曲的山脊，与西北和东南残壁构成平行的同心圈。
笛卡儿陨石坑的东北边缘区反照率明显较周边月表更高，月球探勘者低空测量显示，该区块是月球正面最强磁异常区，这一磁场能使太阳风粒子发生偏转，从而阻止了下面的地表受空间风化而变暗，其作用机制类似于引起赖纳尔伽玛及其他如界海和智海中明亮的漩涡。
该陨坑周边地层曾被认为是由火山喷发的比月海熔岩更粘稠的熔岩流所构成。然而，根据阿波罗16号探险队收集的样本分析证明，形成这一区域的岩石是来自大撞击抛射的喷出物，最有可能来自形成酒海的撞击事件。这种岩石为角砾岩，成分类似于斜长辉长岩或辉长斜长岩组成。笛卡尔环形山以北约50千米是阿波罗16号的登陆点。登陆点附近不甚平坦的地区也叫做笛卡尔高地或者笛卡尔山脉。

## 卫星坑
按惯例，最靠近笛卡尔陨石坑的卫星坑将在月图上以字母标注在该坑的中心点旁。
| 笛卡尔 | 纬度    | 经度    | 直径   |
| ------ | ------- | ------- | ------ |
| A      | 12.1° S | 15.2° E | 16公里 |
| C      | 11.0° S | 16.3° E | 4公里  |

- 卫星坑"笛卡儿 A"和"笛卡儿 C"已被月球和行星天文学协会 (ALPO)列入《含明显射纹系统的撞击坑列表》[5]。
- 卫星坑"笛卡儿 A"已被月球和行星天文学协会 (ALPO)列入《内侧壁坡带有暗纹的撞击坑列表》 [6]。

## 飞船着陆点
1972年4月27日，阿波罗16号“猎户座”登月舱降落在距笛卡尔陨石坑以北50公里，月面坐标：南纬8.97301°、西经 1549812°处，有时被称为笛卡尔高地。

## 另请参阅
- Andersson, L. E.; Whitaker, E. A. . NASA RP-1097. 1982.
- Blue, Jennifer. . USGS. July 25, 2007  [2007-08-05]. （原始内容存档于2012-04-12）.
- Bussey, B.; Spudis, P. . New York: Cambridge University Press. 2004. ISBN 978-0-521-81528-4.
- Cocks, Elijah E.; Cocks, Josiah C. . Tudor Publishers. 1995. ISBN 978-0-936389-27-1.
- McDowell, Jonathan. . Jonathan's Space Report. July 15, 2007  [2007-10-24]. （原始内容存档于2012-02-08）.
- Menzel, D. H.; Minnaert, M.; Levin, B.; Dollfus, A.; Bell, B. . Space Science Reviews. 1971, 12 (2): 136–186. Bibcode:1971SSRv...12..136M. doi:10.1007/BF00171763.
- Moore, Patrick. . Sterling Publishing Co. 2001. ISBN 978-0-304-35469-6.
- Price, Fred W. . Cambridge University Press. 1988. ISBN 978-0-521-33500-3.
- Rükl, Antonín. . Kalmbach Books. 1990. ISBN 978-0-913135-17-4.
- Webb, Rev. T. W.  6th revised. Dover. 1962. ISBN 978-0-486-20917-3.
- Whitaker, Ewen A. . Cambridge University Press. 1999. ISBN 978-0-521-62248-6.
- Wlasuk, Peter T. . Springer. 2000. ISBN 978-1-85233-193-1.

### 相关文章
- Wood, Chuck. . 月球照片. March 1, 2006. （原始内容存档于2017年10月13日）.
- Wood, Chuck. . 月球照片. May 31, 2007  [2017年1月29日]. （原始内容存档于2020年10月26日）.